# Hyosung
Hyosung is een motorfietsmerk.

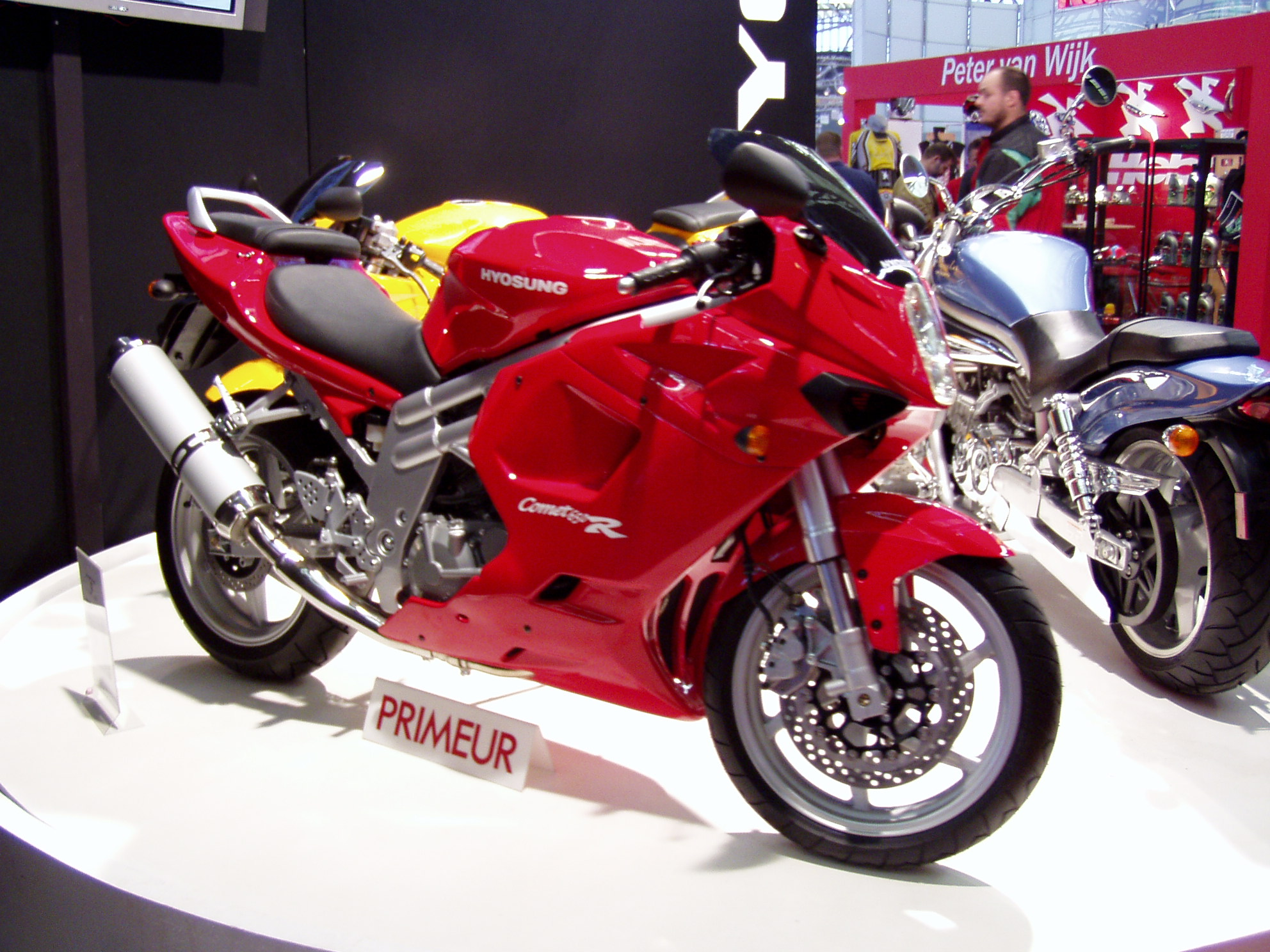
Hyosung Comet 650 R (foto: Tom Smeets)

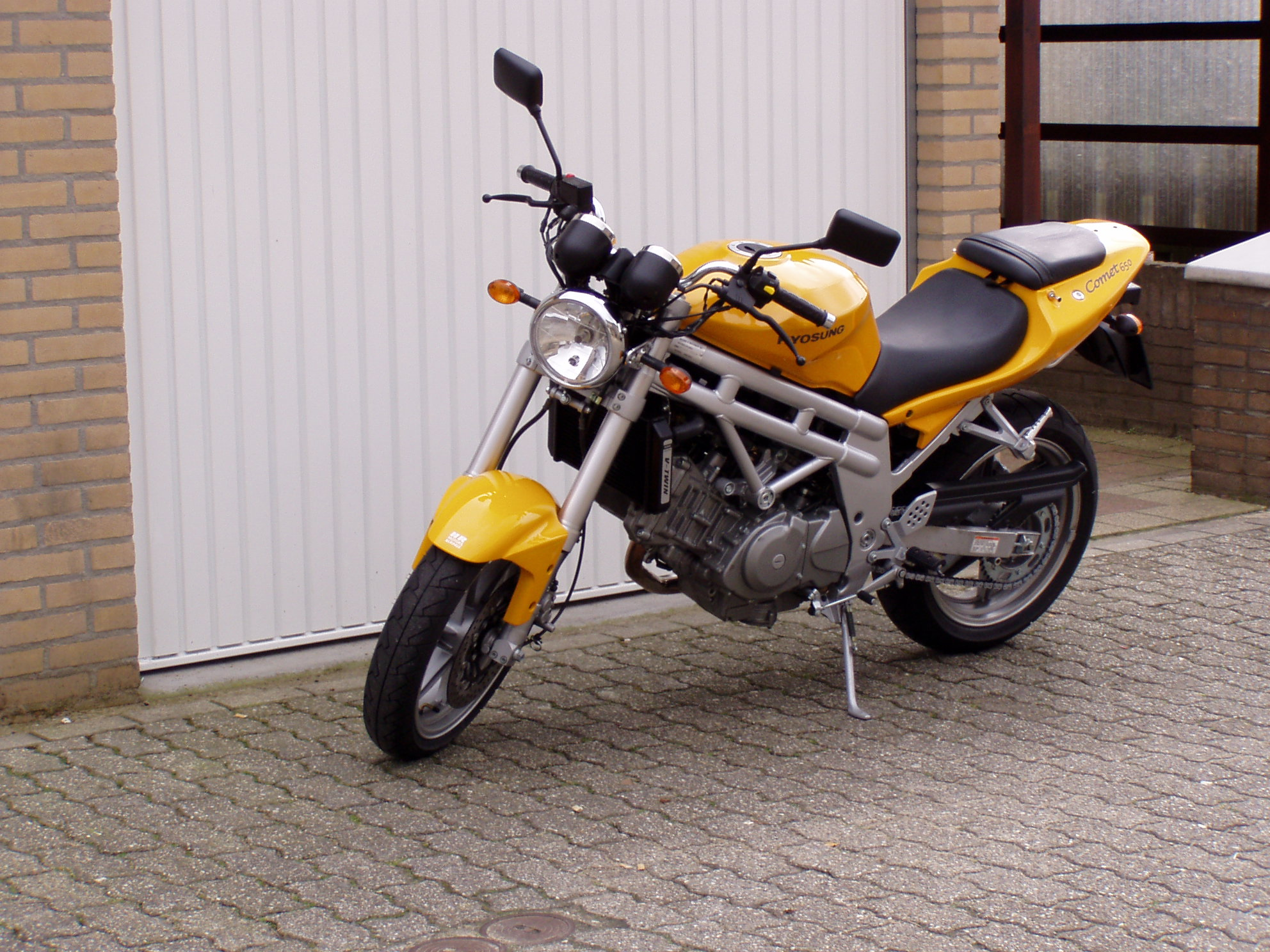
Hyosung Comet 650 (foto: Tom Smeets)

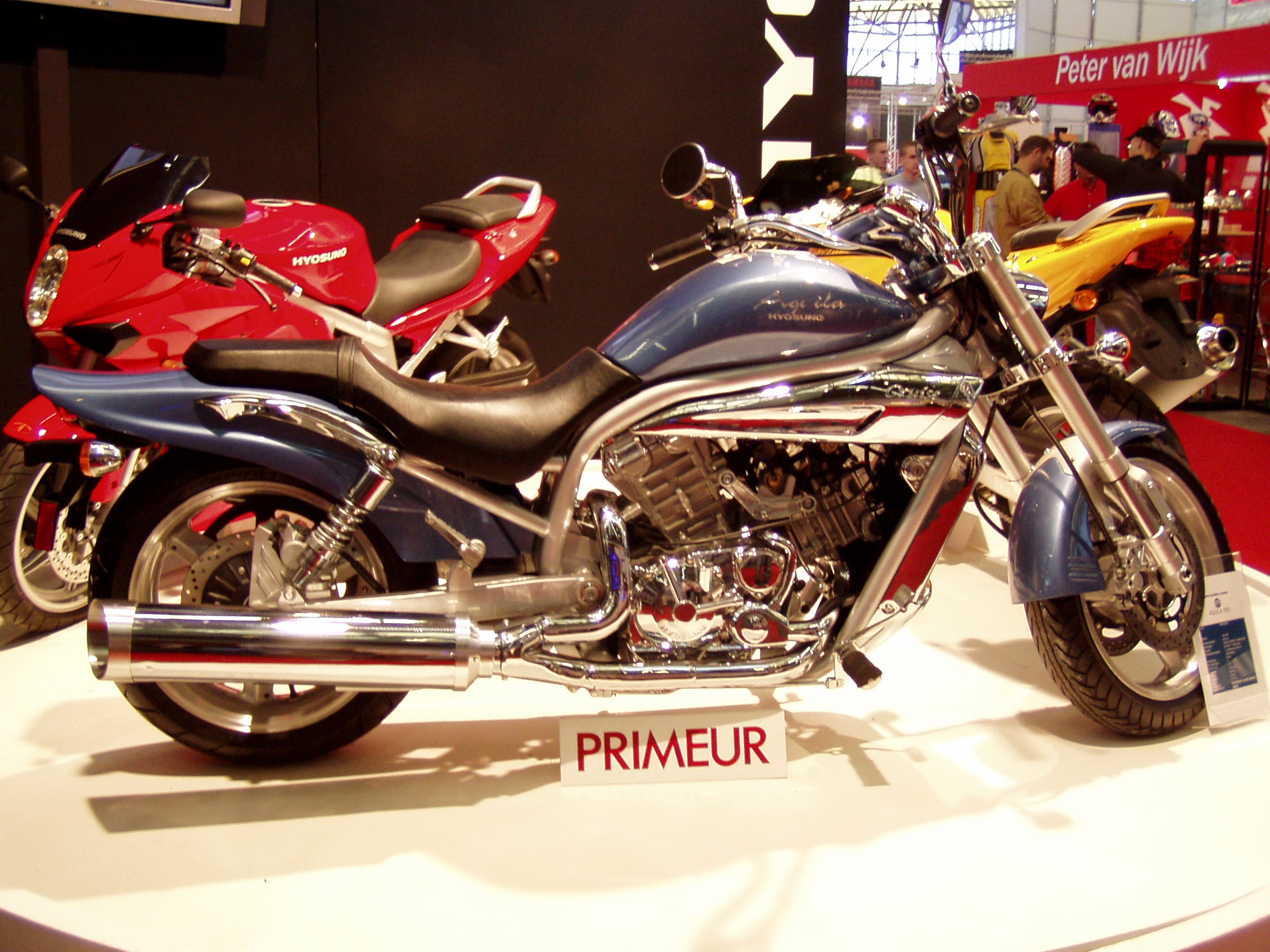
Hyosung Aquila 650 (foto: Tom Smeets)

Hyosung Motors & Machinery Inc., Changwon-Shi, Kyungsangnam-Do, Korea.
Zuid-Koreaans motormerk dat in 1978 werd opgericht. In 1979 ging men samenwerken met Suzuki. In 1980 werd de fabriek in Changwon geopend en begon de productie van 80- en 125cc-motorfietsen. In 1982 begon men de machines te exporteren. Na de opening van Deasung-fabriek in 1990 ontwikkelde men steeds meer (vooral lichte) modellen tot 650 cc.
Een exportverbod van Suzuki dwong Hyosung eigen blokken te gaan maken. In 2003 ging het gerucht dat Hyosung echter ook 650- en 1000cc-blokken voor Cagiva zou gaan maken. De 650 Comet (2004) was de eerste serieuze poging van Hyosung om in Europa door te breken.